# Kanał Wellandzki

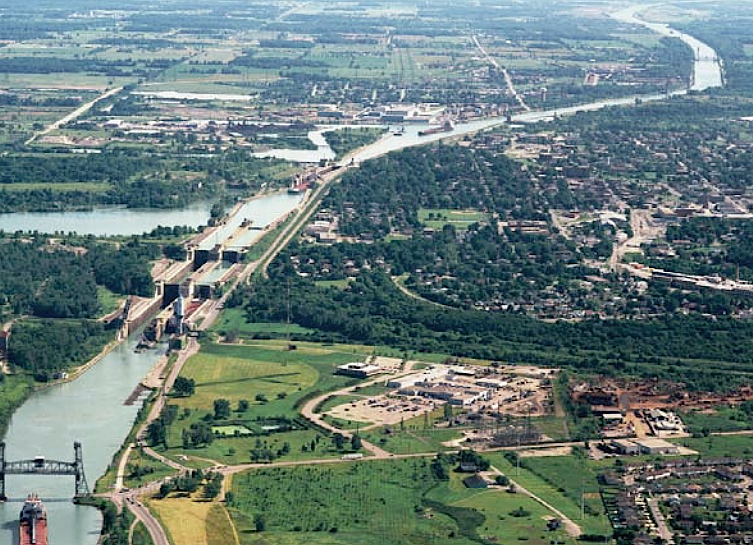
Śluzy na Kanale Wellandzkim

Kanał Wellandzki (ang. Welland Canal, fr. Canal Welland) – droga wodna w Kanadzie, w prowincji Ontario, o długości 43,5 km, umożliwiająca żeglugę pełnomorskich statków między jeziorami Ontario i Erie z pominięciem wodospadu Niagara. Różnica poziomów jezior wynosi 99,4 m i aby ją pokonać, statki przepływają przez 8 śluz.
Kanał jest częścią Drogi Wodnej Świętego Wawrzyńca.

## Historia
Obecny kanał został otwarty w 1932. Przedtem funkcjonowały kolejno trzy równoległe kanały, otwarte w 1829, 1845 i 1887.